# Individuação

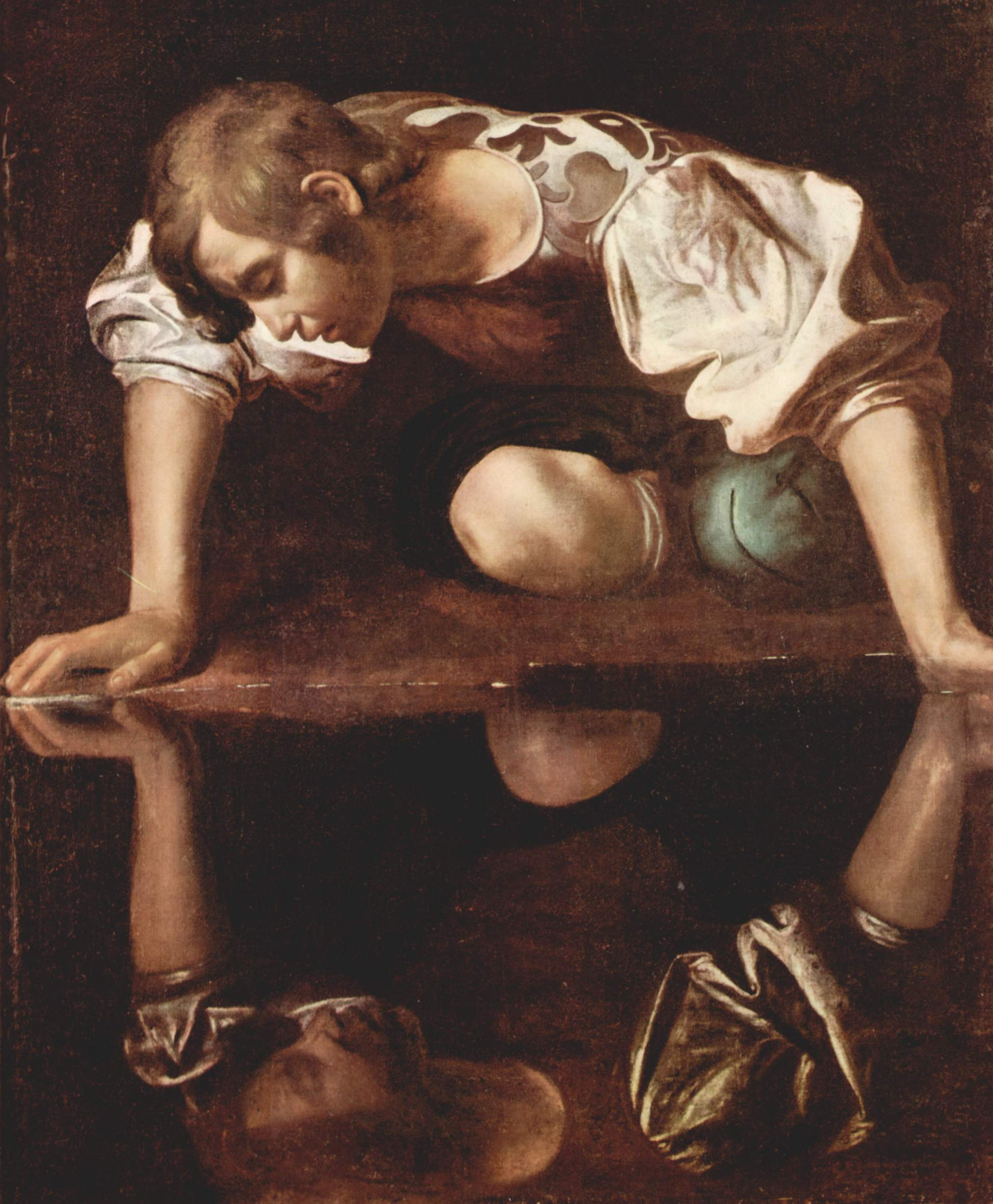

Individuação, princípio de individualização, ou "principium individuationis" (em latim, de individual, que por sua vez proveniente de "individuus": indivisível), descreve a maneira pela qual uma coisa é identificada como distinta de outras coisas. O conceito aparece em numerosos campos e é encontrado em obras de Carl Jung, Gilbert Simondon, Bernard Stiegler, Friedrich Nietzsche, Arthur Schopenhauer, David Bohm, Henri Bergson, Gilles Deleuze e Manuel DeLanda.

## Uso
A palavra "individuação" é utilizada de forma diferente na filosofia em relação a psicologia junguiana.

### Na filosofia
É expressada a ideia geral de o objeto referenciado sendo identificado como algo individual, logo "não sendo outra coisa." Isso inclui como uma pessoa una é realizada para ser diferente dos outros elementos do mundo e como ela se distingue de outras pessoas.

### Na psicologia junguiana
Na psicologia junguiana, também chamada de psicologia analítica, expressa o processo em que o “eu” individual se desenvolve a partir de um inconsciente indiferenciado. É um desenvolvimento do processo psíquico durante o qual elementos inatos da personalidade, os componentes da imatura psique e as experiências da vida da pessoa se integram ao longo do tempo em um todo, onde funcione bem: centralizar as funções a partir do ego em direção à autorrealização do si-mesmo (ver Self na psicologia junguiana).

### Na sociologia
Na sociologia, o conceito de "individuação" é utilizado pelo sociólogo Danilo Martuccelli, na sua entrevista “Como os indivíduos se tornam indivíduos”, ele ressalta a importância de estudar os fenômenos sociológicos através da ótica dos indivíduos, o que ele chama de "Teoria da individuação". Segundo o mesmo, estudar a realidade segundo as vivências históricas particulares, nos auxilia no processo de compreensão dos mecanismos responsáveis pela produção de sujeitos em diversos contextos. A individuação é um fenômeno que se mostra eficiente para desvendar os problemas sociais, portanto, uma excelente ferramenta de estudo sociológico, podendo ser aplicada a qualquer fenômeno. Dessa forma, o entendimento de cada problema ou manifestação social deve ser analisado do micro para o macro, traduzindo a nível de experiências individuais os grandes desafios coletivos de uma sociedade. A individuação dos sujeitos se desenvolve quando estes se veem envoltos pelas forças dos processos de racionalização e aceitação social impostos. Todos os sujeitos estão destinados a encarar as mesmas dificuldades, o que Martuccelli denomina de “prova”. Porém a resposta de cada um será diretamente proporcional à sua própria identidade, posição social, raça, gênero e recursos. Daí nasce a individuação. Esse processo também é derivado da variação entre sociedades e também entre períodos históricos. 
Ainda sobre o conceito de “provas”, segundo Martuccelli, estas são desafios estruturais que podem variar. É importante ressaltar que tais provas não são determinantes, ou seja, não definem o futuro e a identidade dos sujeitos, mas podem influenciá-los. E através de provas comuns é que se produzem indivíduos singulares. A noção de prova possui quatro aspectos: o primeiro se refere à percepção dos indivíduos frente a situações difíceis. O segundo, diz respeito às respostas ou reações dos indivíduos frente a tais dificuldades. O terceiro aspecto menciona o caráter seletivo de tais provas. O sujeito poderá obter sucesso ou falhar. E por último, cada sociedade possui um conjunto de provas que podem ser mais ou menos pré-determinadas.
Neste mesmo raciocínio, encontramos também, nos textos de Martuccelli, a noção de “suporte”. Esse conceito está baseado no fato de que os indivíduos necessitam se estruturar para se manterem firmes frente a sociedade, uma vez que ser um indivíduo implica na soberania sobre si mesmo e na diferenciação em relação aos demais. Esses suportes estarão diretamente relacionados às respostas que os indivíduos dão ao enfrentarem uma prova, portanto, podem ou não garantir o sucesso do sujeito.

## Síntese
A individuação, conforme descrita por Jung, é um processo através do qual o ser humano evolui de um estado infantil de identificação para um estado de maior diferenciação, o que implica uma ampliação da consciência. Através desse processo, o indivíduo identifica-se menos com as condutas e valores encorajados pelo meio no qual se encontra e mais com as orientações emanadas do si-mesmo, a totalidade (entenda-se totalidade como o conjunto das instâncias psíquicas sugeridas por Carl Jung, tais como persona, sombra, self, etc.) de sua personalidade individual. Jung entende que o atingir da consciência dessa totalidade é a meta de desenvolvimento da psique, e que eventuais resistências em permitir o desenrolar natural do processo de individuação é uma das causas do sofrimento e da doença psíquica, uma vez que o inconsciente tenta compensar a unilateralidade do indivíduo através do princípio da enantiodromia.
Jung ressaltou que o processo de individuação não entra em conflito com a norma coletiva do meio no qual o indivíduo se encontra, uma vez que esse processo, no seu entendimento, tem como condição para ocorrer que o ser humano tenha conseguido adaptar-se e inserir-se com sucesso dentro de seu ambiente, tornando-se um membro ativo de sua comunidade. O psicólogo suíço afirmou que poucos indivíduos alcançavam a meta da individuação de forma mais ampla.
Um dos passos necessários para a individuação seria a assimilação das quatro funções (sensação, pensamento, intuição e sentimento), conceitos definidos por Jung em sua teoria dos tipos psicológicos. Em seus estudos sobre a alquimia, Jung identificou a meta da individuação como sendo equivalente à "Opus Magna", ou "Grande Obra" dos alquimistas. A individuação também pode ser compreendida em termos globais como o processo que cria o mundo e o leva a seu destino (Rocha Filho, 2007), não sendo, por isso, uma exclusividade humana. A individuação, neste contexto, se identifica com o mecanismo de autorrealização, ou primeiro motor do universo.
Já numa formulação próxima dos Estudos em Comunicação, de acordo com Samuel Mateus, "Tomar o indivíduo segundo as formas de individuação significa, assim, a capacidade de incluir a singularidade na pluralidade (e vice-versa), bem como de assimilar uma diversidade de manifestações heterogéneas - por vezes incoerentes entre si - num todo aglutinante que molda a auto-consciência individual. Significa também incorporar modos de interpretação do indivíduo fundados nas relações tensionais, interdependentes e imprevisíveis operadas entre um indivíduo que oscila entre a singularidade e a pluralidade, entre um pólo individual e um pólo social". Esta última perspectiva trabalha o conceito de individuação a partir da Sociologia tendo uma clara filiação nos trabalhos de Georg Simmel e Norbert Elias.
A perspectiva da individuação segundo Martuccelli, ressalta a importância de estudar os fenômenos sociológicos através da ótica dos indivíduos, o que ele irá chamar de "Teoria da individuação". De acordo com o mesmo, estudar a realidade segundo as vivências históricas particulares, nos auxilia no processo de compreensão dos mecanismos responsáveis pela produção de sujeitos em diversos contextos. A individuação é por ele considerada um fenômeno que se mostra eficiente para desvendar os problemas sociais e é considerada uma excelente ferramenta de estudo sociológico passível de ser aplicada a qualquer fenômeno.